# Okudaira Iemasa
Okudaira Iemasa (奥平 家昌?; 1577 – 11 novembre 1614) è stato un daimyō giapponese dei periodi Sengoku ed Edo, servitore del clan Tokugawa.

## Biografia
Figlio di Okudaira Nobumasa, sua madre fu Kame-hime (Seitokuin), figlia maggiore di Tokugawa Ieyasu. Al momento del genpuku (celebrazione per il raggiungimento della maggiore età) gli fu dato il kanji 家? dal nome di Ieyasu, prendendo il nome di Iemasa. Per Ieyasu, Iemasa non era solo un nipote di una figlia, ma anche il nipote maggiore (era più vecchio di suo zio Tokugawa Hidetada), quindi Ieyasu trattò Iemasa in modo preferenziale dandogli in dono spade e falchi.
Il 10 marzo 1601, dopo la campagna di Sekigahara, suo padre Nobumasa ricevette il feudo di Kanō nella provincia di Mino che rendeva 100 000 koku, in riconoscimento della sua operazione di pubblica sicurezza a Kyoto. Pertanto i suoi genitori lasciarono Iemasa a Miyazaki, nella provincia di Kōzuke, assieme al fratello minore Okudaira Tadamasa. Nel 1601 Iemasa ricevette 100 000 koku nel dominio di Utsunomiya, provincia di Shimotsuke e si dedicò allo sviluppo della città castello del dominio. 
Iemasa aveva il coraggio del padre, ma era malato quando gli fu ordinato di inviare truppe durante l'assedio invernale di Osaka nel 1614, e quindi non partecipò alla spedizione. Gli fu ordinato di servire come rusuiyaku (persona che rappresentava il maestro durante la sua assenza) al castello di Edo assieme a Torii Tadamasa. Tuttavia morì alla giovane età di 38 anni, prima dei suoi genitori.  
Fu sepolto nel tempio di Kozen-ji (città di Utsunomiya). Si racconta che gli piacesse suonare il Kotsuzumi.